# Faille normale
Pour un article plus général, voir Faille.

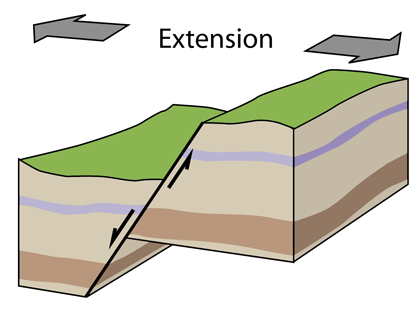
Représentation schématique d'une faille normale.

Une faille normale est un plan incliné (le plus souvent d'environ 60°) séparant deux compartiments rocheux. Le glissement sur ce plan de faille se traduit par un écartement des deux compartiments et par l'abaissement du bloc supérieur par rapport au bloc inférieur. Ce mouvement relatif accommode un allongement horizontal.

## Contexte tectonique

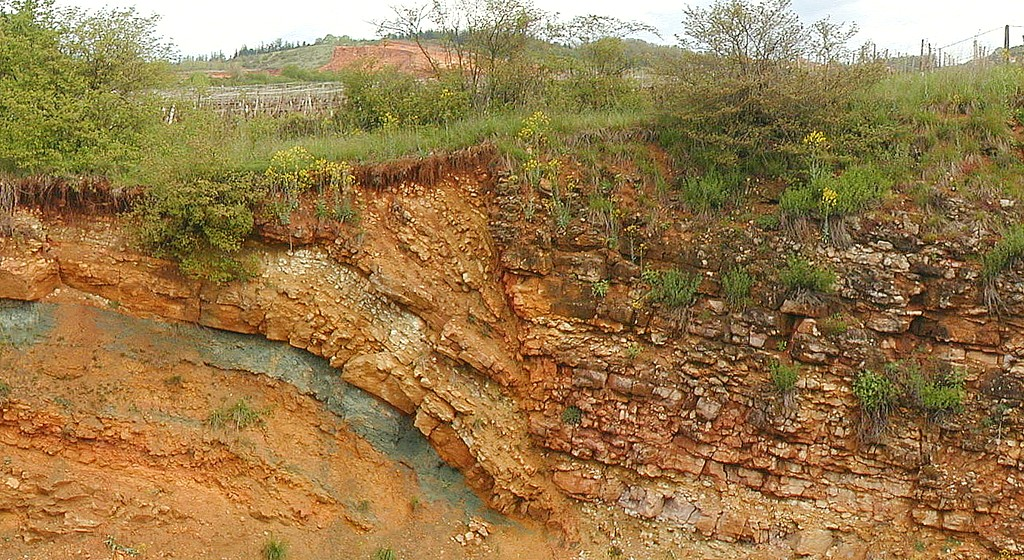
Faille normale et son crochon, vue en coupe (Rhône, France).

Les failles normales caractérisent une déformation extensive. Elles se trouvent généralement dans les régions où la croûte continentale ou océanique est étirée et amincie en réponse à un écartement des plaques tectoniques en présence. C'est le cas des rifts continentaux comme le fossé rhénan ou la vallée du Grand Rift, des dorsales médio-océaniques ou encore des marges continentales passives.
On trouve également des failles normales dans des zones de convergence de plaques où le contexte général est plutôt en raccourcissement. C'est le cas de certaines portions de chaînes de montagnes actives ou de hauts plateaux (Alpes, Andes, Tibet, par exemple). Les mécanismes possibles de formation de ces failles sont encore discutés : effet de la gravité sur la croûte continentale épaissie et réchauffée, accommodation de mouvements décrochants ou d'extrusion de blocs continentaux, par exemple.
La présence de nombreuses failles normales et une extension tectonique diffuse semble caractériser l'évolution tardive des chaînes de montagnes. Avec d'autres mécanismes tels que l'érosion, ces failles permettraient le retour à une épaisseur normale de la croûte continentale épaissie. C'est probablement un tel mécanisme qui est à l'origine de la tectonique récente du Grand Bassin de l'ouest des États-Unis (province géologique du Basin and Range).

## Géométrie et caractéristiques

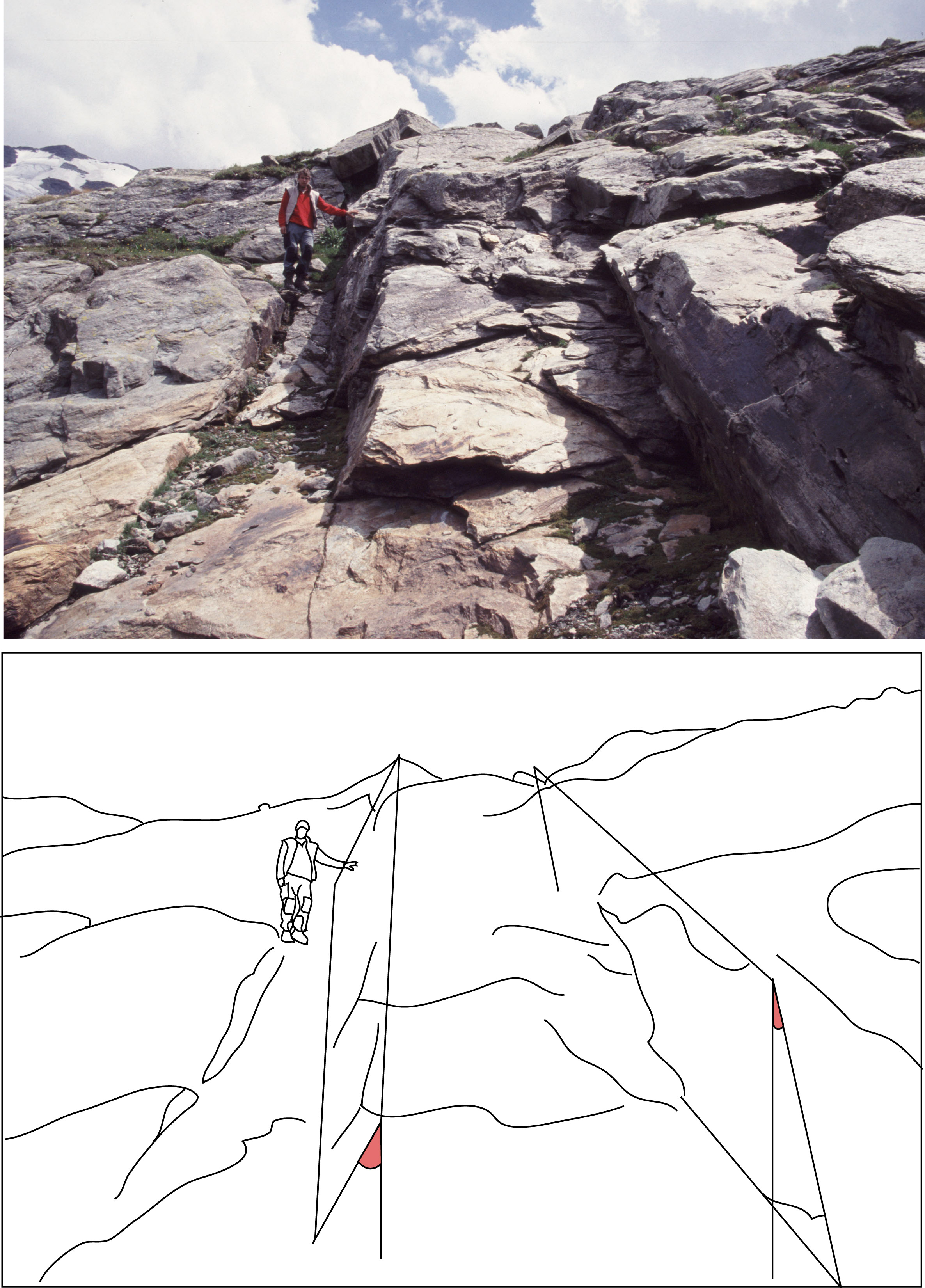
Failles normales conjuguées en Vanoise, accommodant une extension nord-sud.

La mécanique des roches et les expériences en laboratoire ont montré que la fracturation d'un bloc rocheux cohérent dans un contexte extensif devait induire des failles normales inclinées d'environ 60° par rapport à l'horizontale. C'est effectivement ce qui est observé en général sur le terrain, l'inclinaison (ou pendage) pouvant même être plus forte à proximité de la surface. Par exemple, les ruptures cosismiques dues à des séismes sur des failles normales sont en surface des escarpements raides, parfois hauts de plusieurs mètres.
En présence de niveaux géologiques de faible résistance mécanique, ou dans la partie moyenne, plus ductile, de la croûte, les failles normales peuvent être plus plates. Elles sont parfois appelées détachements lorsqu'elles sont faiblement inclinées. Une faille normale crustale courbe (partie profonde moins pentée) est dite "listrique". Son fonctionnement implique une rotation du bloc supérieur, une signature sédimentaire particulière (sédiments syn-rift) et la formation d'un pli "roll-over".
Les failles normales sont observées à différentes échelles, depuis l'échelle d'un affleurement (métrique à décamétrique), jusqu'à celle d'une région. Ainsi, les failles majeures d'un rift continental ont typiquement plusieurs dizaines de kilomètres de long, s'enfoncent au moins jusqu'à 10-15 km de profondeur[réf. souhaitée], et montrent des décalages de plusieurs kilomètres entre les deux compartiments.